# Wilhelm Wattenbach
Wilhelm Wattenbach (22 septembre 1819 - 20 septembre 1897), est un historien allemand.

## Biographie
Il est né à Rantzau dans le Holstein. Il étudie la philologie aux universités de Bonn, Göttingen et Berlin, et en 1843 il commence à travailler sur la Monumenta Germaniae Historica. En 1855, il est nommé archiviste à Breslau ; en 1862, il devient professeur d'histoire à Heidelberg, et dix ans plus tard professeur à Berlin, où il est l'un des responsables des Monumenta Germaniae Historica et membre de l'Académie. Il est mort à Francfort.
Selon l'Encyclopædia Britannica onzième édition, Wattenbach se distingue par sa connaissance approfondie des chroniques et autres documents originaux du Moyen Âge, et son travail le plus précieux est réalisé dans ce domaine.

## Travaux
- Deutschlands Geschichtsquellen im Mittelalter bis zur Mitte des XIII Jahrhunderts (1858), son livre principal, guide des sources de l'histoire de l'Allemagne au Moyen Âge, plusieurs éditions. 1893 éd.
- Anleitung zur lateinischen Paläographie (Leipzig, 1869, et de nouveau 1886)
- Das Schriftwesen im Mittelalter (Leipzig, 1871, et de nouveau 1896)
- Beiträge zur Geschichte der christlichen Kirche in Böhmen und Mähren (Vienne, 1849)
- Geschichte des römischen Papsttums (Berlin, 1876)
- Anleitung zur griechischen Paläographie (Leipzig, 1867, et de nouveau 1895).